# Pacific Coast Soccer League
La Pacific Coast Soccer League  (PCSL) est un championnat provincial canadien de soccer de Colombie-Britannique. Dans le passé, cette compétition comptait également des équipes américaines de l'État de Washington et de l'Oregon.
La PCSL organise des championnats masculins et féminins. Elle est sanctionnée par l'Association canadienne de soccer et par l'United States Adult Soccer Association (USASA). La ligue est considérée comme le 4e niveau dans la pyramide de soccer en Amérique du Nord et d'un niveau égal à celui de la Premier Development League.

## Histoire de la ligue
L'ancêtre de la PCSL est la Pacific Coast Football League (PCFL). Elle est créée le 25 juillet 1908 avec Con Jones comme président et Will Ellis comme secrétaire. La ligue inclut des équipes de Nanaimo, Vancouver, Victoria, Ladysmith et Seattle. Malheureusement, la PCFL ferme en 1910. La ligue renaît le 15 juin 1925 avec C.G. Callin comme président et Tommy Chrisite comme secrétaire. Le 26 juin, 1926, une équipe d'étoiles de la PCFL affronte à Vancouver une équipe anglaise en tournée nord-américaine. Mais la ligue referme de nouveau en 1927. Une autre tentative pour recréer la ligue a lieu le 30 août 1930 avec Archie Sinclair comme président et Vic Sortwell comme secrétaire-trésorier. Le 19 septembre 1930 a eu lieu la première réunion annuelle et Corral James est nommé président et Robert Davidson, secrétaire-trésorier. Les équipes sont à Vancouver, à St-Andrews, St-Saviour Vancouver, New Westminster Royals, et à Nanaimo. Cette troisième tentative de créer une ligue trébuche à nouveau avec la crise économique des années 1930, avant d'être re-formée en août 1939 avec Tommy Nelson comme président et Jock Hendry en tant que secrétaire.
Pour la saison 1962-1963, la fréquentation globale des supporteurs était passée à 86 000. Les meilleurs assistances étaient à Callister Park, qui malheureusement a été démoli en 1971 et ne fut jamais remplacé.
En 1973, la vieille PCFL fusionne avec la Mainland Senior Soccer League et l'Intercity Junior League pour former la British Columbia Senior Soccer League, qui devint plus tard le Vancouver Metro League Soccer. La PCSL actuelle en est issue et devient une entité distincte en 1995. En 2011, la PCSL dans sa forme actuelle en est dans sa 17e année de compétition. Le club Victoria United a été fondé en 1904, ce qui en fait le club de soccer (football) le plus âgé au Canada

## Format du championnat
La saison PCSL dure généralement de mai à août. Chacune des équipes joue 16 matches dans sa division.

## Clubs dans la saison 2011

### Hommes

#### Première division
| Équipe                 | Ville     | Stade                         | Année d'adhésion à la ligue |
| ---------------------- | --------- | ----------------------------- | --------------------------- |
| Athletic Club of BC    | Burnaby   | Burnaby Lake Athletic Complex | 2009                        |
| Kamloops Excel         | Kamloops  | Hillside Stadium              | 2007                        |
| Khalsa Sporting Club   | Coquitlam | Percy Perry Stadium           | 1995                        |
| Okanagan Challenge     | Kelowna   | Apple Bowl                    | 1995                        |
| Vancouver Thunderbirds | Vancouver | Thunderbird Stadium           | 2005                        |
| Victoria Highlanders   | Langford  | West Shore Stadium            | 2007                        |
| Victoria United        | Victoria  | Royal Athletic Park           | 1995                        |

#### Division de réserve
| Équipe                           | Ville      | Stade               | Année d'adhésion à la ligue |
| -------------------------------- | ---------- | ------------------- | --------------------------- |
| Okanagan Whitecaps FC            | Kelowna    | Apple Bowl          | 2009                        |
| Coquitlam Metro-Ford Soccer Club | Coquitlam  | Percy Perry Stadium | 2009                        |
| Victoria United                  | Victoria   | TBD                 | 1995                        |
| Kamloops Excel                   | Kamloops   | TBD                 | 1995                        |
| Chilliwack FC                    | Chilliwack | Townsend Park       | 2008                        |
| Vancouver FC                     | Vancouver  | TBD                 | 2010                        |
| Penticton Pinnacles              | Penticton  | TBD                 | 1995                        |

### Femmes

#### Première division
| Équipe                           | Ville           | Stade                      | année d'adhésion à la ligue |
| -------------------------------- | --------------- | -------------------------- | --------------------------- |
| Chilliwack FC                    | Chilliwack      | Townsend Park              | 2009                        |
| Coquitlam Metro-Ford Soccer Club | Coquitlam       | Charles Best Field         | 2003                        |
| Fraser Valley Action             | Langley         | Spartan Complex Stadium    | 2002                        |
| NSGSC Eagles                     | North Vancouver | Sutherland Park            | 2005                        |
| Okanagan Whitecaps               | Kelowna         | Apple Bowl                 | 2009                        |
| Semiahmoo SC                     | White Rock      | South Surrey Athletic Park | 2006                        |
| TSS Academy                      | Richmond        | TBD                        | 2010                        |
| Vancouver Whitecaps Prospects    | Burnaby         | Terry Fox Field            | 2008                        |
| Victoria Stars                   | Victoria        | Royal Athletic Park        | 2001                        |
| West Vancouver FC                | Vancouver       | North Vancouver Field Park | 2011                        |

#### Division de réserve
| Équipe               | Ville           | Stade                      | Année d'adhésion à la ligue |
| -------------------- | --------------- | -------------------------- | --------------------------- |
| Chilliwack FC        | Chilliwack      | Townsend Park              | 2009                        |
| Fraser Valley Action | Langley         | Spartan Complex Stadium    | 2002                        |
| NSGSC Eagles         | North Vancouver | Sutherland Park            | 2005                        |
| Vancouver FC Women   | Vancouver       | TBD                        | 2010                        |
| TSS Academy          | Richmond        | TBD                        | 2010                        |
| Kelowna United       | Kelowna         | Apple Bowl                 | 2001                        |
| Langley FC           | Langley         | Willoughby Turf            | 2010                        |
| West Vancouver FC    | Vancouver       | North Vancouver Field Park | 2011                        |

Note : TBD signifie to be defined, soit « pas encore défini ».

## Champions PCSL des années précédentes

### Hommes
George Cambridge Memorial League Cup
- 2011Vancouver Thunderbirds
- 2010 Vancouver Thunderbirds
- 2009 Okanagan Challenge
- 2008 Victoria United
- 2007 Victoria United
- 2006 Whitecaps FC Reserves
- 2005 Whitecaps FC Reserves (North Division) et Victoria United (South Division)
- 2004 Victoria United
- 2003 New Westminster Khalsa
- 2002 Victoria United
- 2001 Seattle Hibernian
- 2000 Seattle Hibernian
- 1999 Seattle Hibernian
- 1998 Okanagan Challenge
- 1997 Okanagan Challenge
- 1996 Seattle Hibernian
- 1995 Victoria United

### Femmes
Jacques Moon Memorial League Cup
- 2011 Vancouver Thunderbirds
- 2010 Vancouver Whitecaps Prospects
- 2009 Fraser Valley Action
- 2008 Victoria Stars
- 2007 Whitecaps FC Reserves
- 2006 Whitecaps FC Reserves
- 2005 Victoria Stars
- 2004 Seattle Hibernian
- 2003 Seattle Hibernian
- 2002 Seattle Hibernian
- 2001 Seattle Hibernian
- 2000 Portland Rain
- 1999 Vancouver Explorers

### Réserve hommes
Men's Reserve League Champions
- 2011 Coquitlam Metro-Ford SC
- 2010 Vancouver FC
- 2009 Okanagan Whitecaps FC
- 2008 Victoria United
- 2007 Norvan
- 2006 Victoria Unite

#### Reserve femmes
Len McAdams League Cup
- 2011 Kamloops Heat
- 2010 Fraser Valley Action
- 2009 Kamloops Heat
- 2008 Tri-Cities Xtreme
- 2007 Penticton Pinnacles
- 2006 North Shore Eagles Stars

## Gagnants du Challenge Cup

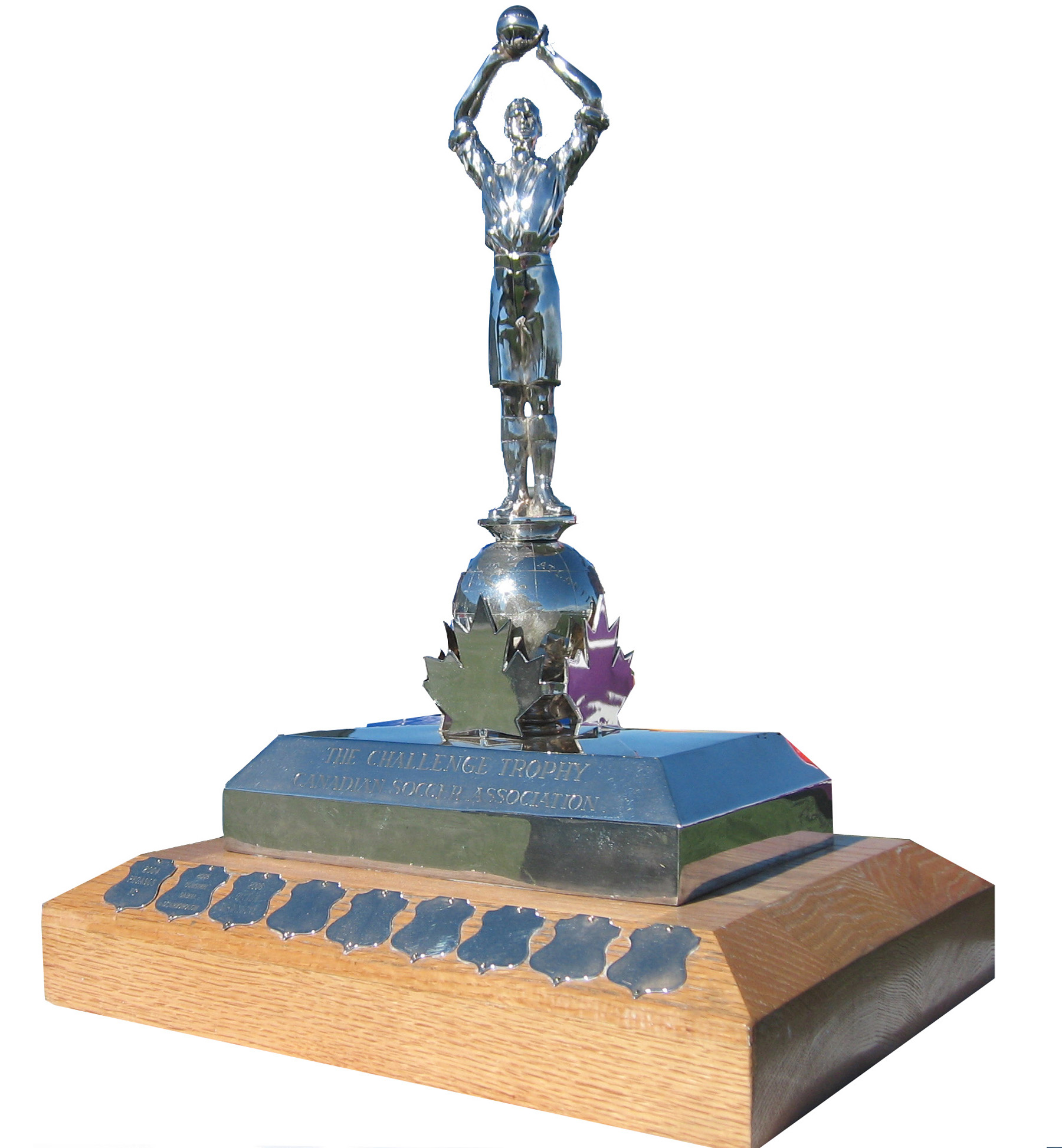
Le trophée du Challenge Cup

Le Challenge Cup est une coupe nationale amateur au Canada. C'est la plus vieille compétition de soccer (football) au pays. Le premier tournoi de cette coupe date de 1913. Cette coupe amateur est organisée chaque année par l'Association canadienne de soccer.

### Hommes Première Division
Sheila Anderson Memorial (Challenge) Cup
- 2011 Okanagan Challenge
- 2010 Vancouver Thunderbirds
- 2009 Okanagan Challenge
- 2008 Victoria United
- 2007 Victoria United
- 2006 Victoria United
- 2005 New Westminster Khalsa Sporting
- 2004 Victoria United
- 2003 New Westminster Khalsa Sporting
- 2002 New Westminster Khalsa Sporting
- 2001 Surrey United
- 2000 New Westminster Khalsa Sporting
- 1999 Seattle Hibernian et Caledonian
- 1998 Victoria United
- 1997 Okanagan Challenge
- 1996 Victoria United
- 1995 Victoria United

### Femmes Première Division
Dave Fryatt Challenge Cup
- 2011 Vancouver Thunderbirds
- 2010 Fraser Valley Action
- 2009 Whitecaps Prospects
- 2008 Victoria Stars
- 2007 FC Xtreme
- 2006 Whitecaps Womens Reserves
- 2005 Hibernian et Caledonian
- 2004 Tri-Cities Xtreme
- 2003 Tri-Cities Xtreme
- 2002 Surrey United
- 2001 Seattle Hibernian et Caledonian

### Hommes Division Réserve
Men's Reserve Challenge Cup Winners
- 2011 Okanagan FC
- 2010 Vancouver FC
- 2009 Okanagan WFC
- 2008 Chilliwack FC Royal Racing
- 2007 Fraser Valley Action
- 2006 Victoria United

### Femmes Division Réserve
Bill Gillespie Challenge Cup
- 2011 Fraser Valley Action
- 2010 TSS Academy
- 2009 Penticton Pinnacles
- 2008 Tri-Cities Xtreme